# Laboratory of Molecular Biology
Le Laboratoire de biologie moléculaire ( LMB ) du Medical Research Council (MRC) est un institut de recherche de Cambridge, en Angleterre, impliqué dans la révolution de la biologie moléculaire survenue dans les années 1950-1960. Depuis lors, il est resté un important laboratoire de recherche médicale avec un objectif beaucoup plus large. 
Un nouveau bâtiment de remplacement construit à proximité du site d'origine sur le campus biomédical de Cambridge a été inauguré en mai 2013. La route à l'extérieur du nouveau bâtiment est nommée Avenue Francis Crick d'après le lauréat du prix Nobel en 1962, qui a co-découvert la structure hélicoïdale de l'ADN en 1953. 

## Histoire

### Origines: 1947-61
Max Perutz, après une formation de premier cycle en chimie organique, quitte l'Autriche en 1936 et vient à l'Université de Cambridge pour étudier en vue de l'obtention d'un doctorat, rejoignant l'équipe de recherche sur la cristallographie aux rayons X dirigée par JD Bernal. Dans le laboratoire Cavendish, il commence le travail de sa vie sur l'hémoglobine. La mort de Lord Rutherford conduit son successeur, Lawrence Bragg, un pionnier de la cristallographie aux rayons X, à devenir le nouveau directeur du laboratoire Cavendish en 1938. À ses débuts, Bragg est un partisan majeur de Perutz et de son groupe. 
Après la Seconde Guerre mondiale, de nombreux physiciens se tournent vers la biologie, apportant avec eux une nouvelle façon de penser et leur expertise. En 1946, John Kendrew rejoint le groupe de Perutz pour étudier la myoglobine, une protéine étroitement liée à l'hémoglobine. En 1947, le Medical Research Council (MRC), sous la direction de son secrétaire Harold Himsworth, décide de former et de soutenir la «MRC Unit for the Study of the Molecular Structure of Biological Systems» (L'Unité MRC pour l'étude de la structure moléculaire des systèmes biologiques). Le groupe, qui comprend également en 1948 Hugh Huxley travaillant sur les muscles, est rejoint en 1949 par Francis Crick, qui a d'abord travaillé sur la cristallographie des protéines. En 1951, ils sont rejoints par James Watson . 
1953 est une annus mirabilis : Watson et Crick découvrent la structure à double hélice de l'ADN, qui révèle que les informations biologiques sont codées dans une structure linéaire et comment ces informations peuvent être reproduites pendant la division cellulaire. Perutz découvre que les structures tridimensionnelles détaillées des protéines, telles que la myoglobine et l'hémoglobine, peuvent, en principe, être résolues par analyse aux rayons X en utilisant une technique de marquage des atomes de métaux lourds. Hugh Huxley découvre que la contraction musculaire fonctionne par un mécanisme de filament coulissant. 
En 1957, le nom du groupe devient «Unité MRC de biologie moléculaire». Cette même année, Vernon Ingram découvre que la drépanocytose est causée par un seul changement d'acides aminés dans la molécule d'hémoglobine et Sydney Brenner rejoint l'unité. En 1958, la revue de Crick «On Protein Synthesis» parait: elle expose pour la première fois le dogme central de la biologie moléculaire, l' hypothèse de séquence et l' hypothèse d'adaptateur. En 1961, Brenner aide à découvrir l'ARN messager et établit avec Crick que le code génétique est lu en triplets. 
Tout ce travail a été accompli dans un bâtiment temporaire d'un étage (The Hut), quelques chambres dans l'aile Austin, une chambre avec une façade en verre adossée (The Greenhouse) et un court couloir fermé (The Gallery) dans le Laboratoire de Cavendish. 

### Ouverture du LMB en 1962

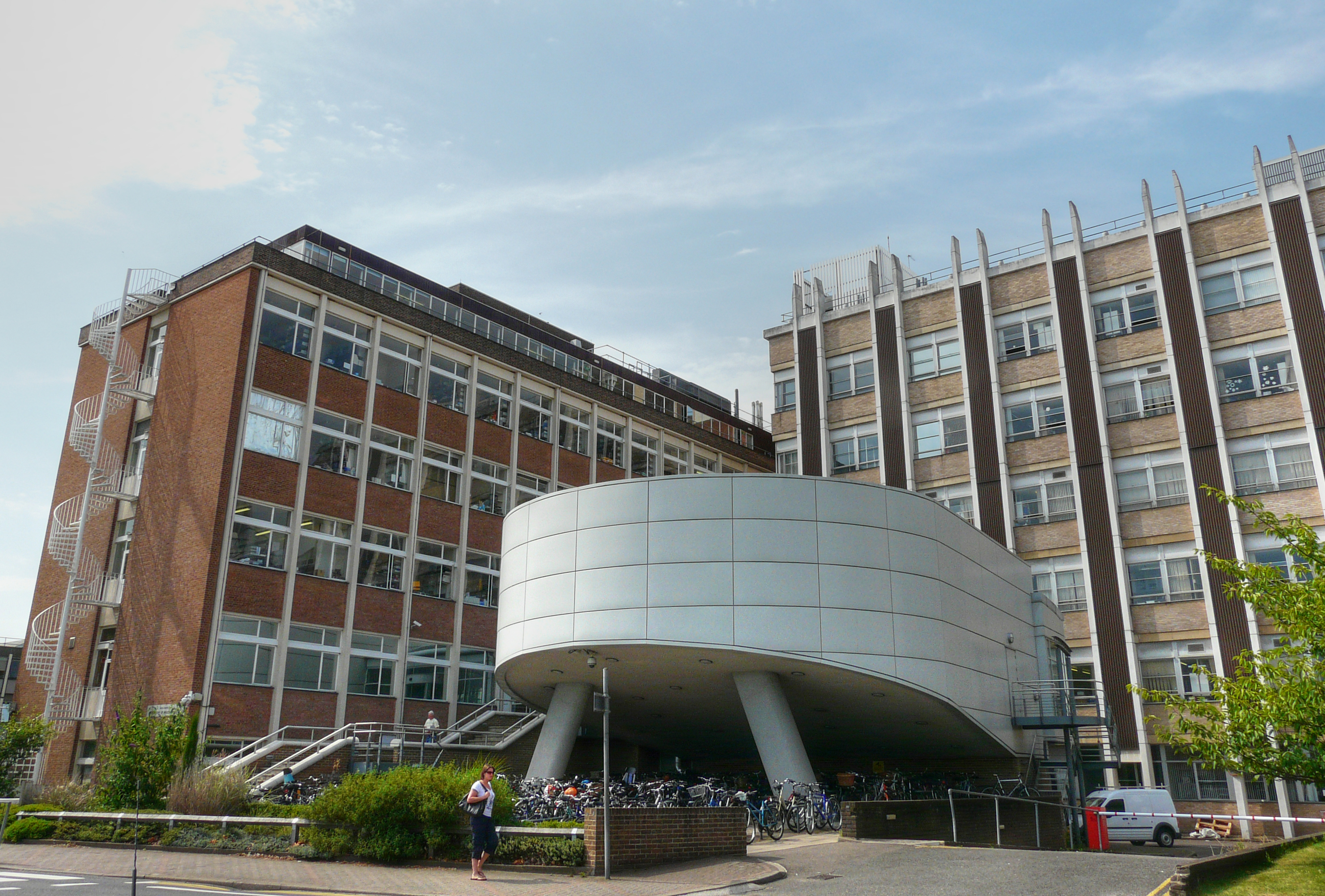
Le bâtiment LMB jusqu'en 2012. La structure blanche est une nouvelle salle de conférence ajoutée à l'ancien bâtiment.

La MRC a construit un nouveau laboratoire à la périphérie de Cambridge - le LMB - dans lequel l'unité de Cavendish a emménagé au début de 1962. De plus, l' unité de Fred Sanger qui avait été hébergée dans le département de biochimie de l'Université les a rejoints, tout comme Aaron Klug de Londres. Sanger avait inventé des méthodes pour déterminer la séquence d'acides aminés dans une protéine: il a reçu le prix Nobel de chimie en 1958 pour la première séquence protéique, celle de l'insuline. Le nouveau laboratoire a été ouvert par la reine Elizabeth II en 1962. Plus tard cette année-là, Kendrew et Perutz ont partagé le prix Nobel de chimie et Crick et Watson ont reçu une part du prix Nobel de physiologie ou médecine. Le bâtiment LMB a été intégré au nouveau complexe hospitalier d'Addenbrooke, car il a été construit dans les années 1970. 
Le nouveau LMB avait Perutz comme président et comprenait 3 divisions: Structural Studies, dirigée par Kendrew; Génétique moléculaire (Crick); Chimie des protéines (Sanger). En tout, il y avait environ 40 scientifiques, mais ce nombre a rapidement augmenté, en particulier avec un afflux important de visiteurs post-doctoraux en provenance des États-Unis. 

### Biologie moléculaire: après 1962
Au cours de la prochaine décennie, la biologie moléculaire du monde entier a prospéré, les os des années 1950 se recouvrant maintenant de chair. Les structures atomiques 3D détaillées d'une série de protéines et leur fonctionnement ont été déduites. Il s'agit notamment de la myoglobine, de l'hémoglobine et de la chymotrypsine, la dernière de David Blow. Le code génétique, à partir de preuves à travers le monde, a été assemblé par Crick. Des signaux de ponctuation dans l'ARN messager - où commencer à traduire l'ARN en une séquence protéique, et où s'arrêter - ont été découverts par une stagiaire postdoctorale Joan A. Steitz. Crick a suggéré comment les molécules d'ARNt - ses adaptateurs originaux - lisent le messager dans son hypothèse d'oscillation. Sanger a conçu de nouvelles méthodes pour séquencer les molécules d'ARN, puis plus tard pour les molécules d'ADN (pour lesquelles il a reçu un deuxième prix Nobel de chimie en 1980). Beaucoup plus tard, cette lignée a été étendue pour inclure la détermination de la séquence de génomes entiers, dans laquelle John Sulston a joué un rôle clé. La façon dont les molécules précurseurs d'ARNt sont traitées pour donner un ARNt fonctionnel a été élucidée par John Smith et Sid Altman, ce qui a conduit plus tard à la découverte de ribozymes. La structure atomique de la première molécule d'ARNt a été résolue et des doigts de zinc découverts par Klug (qui a reçu le prix Nobel de chimie en 1982). La structure de l'ATP synthase a été résolue par John E. Walker et Andrew Leslie, pour lesquels Walker a partagé le prix Nobel de chimie en 1997. La structure du ribosome a été résolue par Venkatraman Ramakrishnan, pour lequel il a partagé le prix Nobel de chimie en 2009. 

### Années 1960: développement etC.elegans

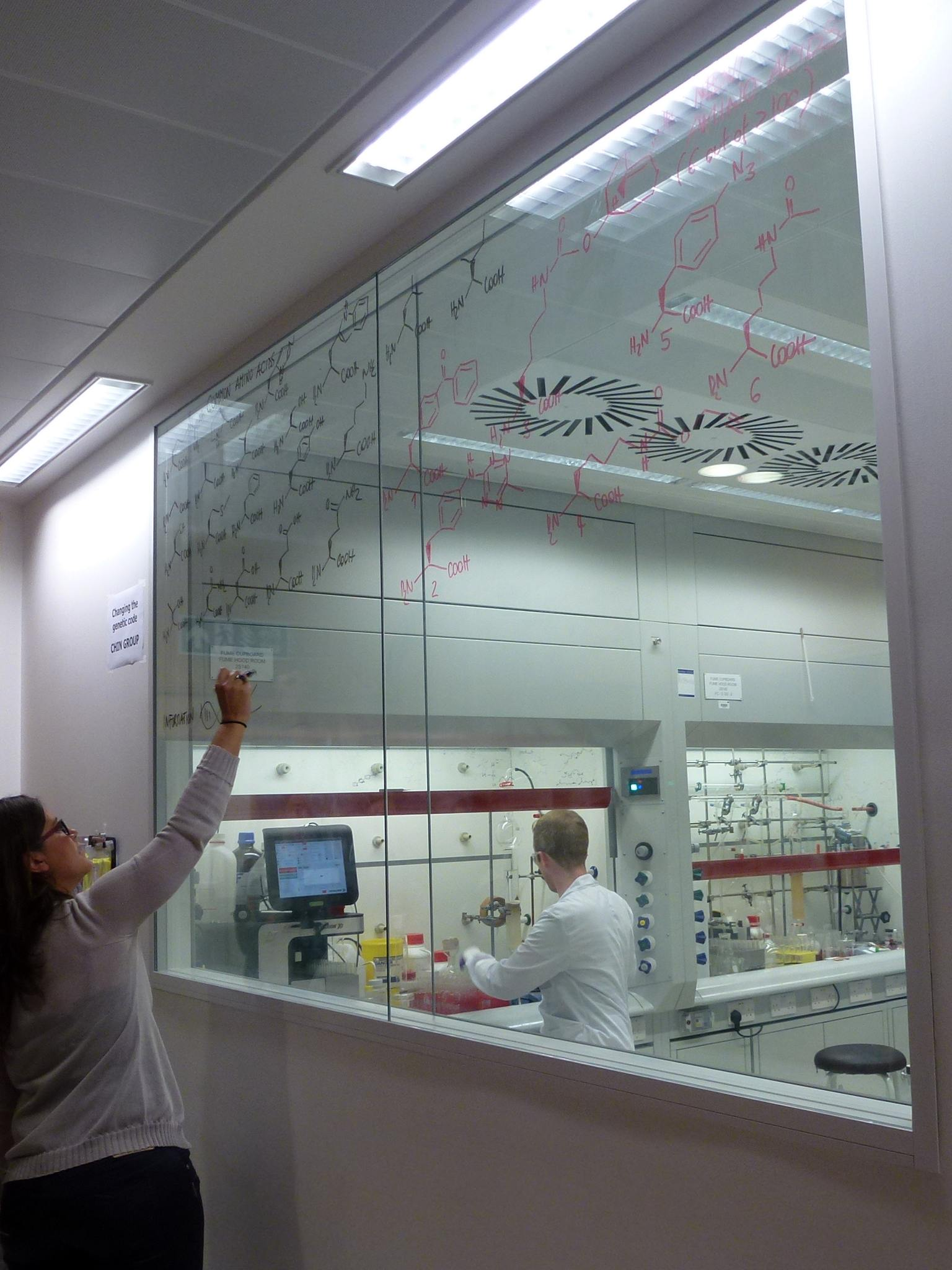
Un laboratoire dans le nouveau bâtiment LMB en juin 2013

Vers la fin de la décennie des années 60, il semblait que de nouveaux problèmes en biologie pourraient être résolus en utilisant les approches qui se sont avérées si efficaces en biologie moléculaire. 
Sydney Brenner a commencé à travailler sur la génétique des nématodes C.elegans en 1965. Ce groupe s'est élargi, en particulier avec de nombreux visiteurs étrangers qui forment aujourd'hui le cœur de la recherche C.elegans. Sulston a déterminé la lignée cellulaire de ce petit ver et John Graham White le schéma de câblage complet de son système nerveux. Robert Horvitz, qui a contribué à la lignée cellulaire, devait partager le prix Nobel de physiologie ou médecine avec Brenner et Sulston en 2002. Jonathan Hodgkin a établi la voie génétique chez C.elegans qui contrôle la détermination du sexe. John Gurdon a développé l'utilisation de l'ovocyte de grenouille pour traduire les ARNm, partageant le prix Nobel 2012 pour la physiologie ou la médecine pour ses travaux antérieurs montrant que l'information génétique reste intacte pendant le développement. 
Peter Lawrence est venu étudier la formation des configurations, aidant à découvrir comment les compartiments de la drosophile déterminent le plan corporel de la mouche. Sous son influence, Crick s'est également intéressé aux gradients morphogénétiques et à la façon dont ils peuvent aider à spécifier les modèles biologiques. 

### Immunologie
César Milstein travaille depuis de nombreuses années sur la variation des anticorps. Il a été rejoint par Georges Köhler et, ensemble, ils ont découvert comment produire des anticorps monoclonaux. Pour cela, ils ont partagé le prix Nobel de physiologie ou médecine en 1984. Cette zone a été étendue par Greg Winter  qui a été le pionnier de l'ingénierie des anticorps pour fabriquer de nouveaux anticorps humains et fragments d'anticorps. Les anticorps monoclonaux et leurs fragments revêtent aujourd'hui une importance médicale majeure. 
Michael Neuberger a découvert le mécanisme par lequel la diversification des anticorps se produit par la désaminase induite par l' activation (cytidine) . Cette découverte fondamentale est la clé de voûte de la compréhension du mécanisme moléculaire par lequel les organismes peuvent produire un répertoire diversifié d'anticorps pour reconnaître de nouveaux agents pathogènes. Ceci est d'une plus grande importance dans la compréhension du rôle de la mutagenèse dirigée et de la réparation de l'ADN en physiologie. Enfin, les mécanismes moléculaires élucidés par Neuberger peuvent être d'une grande importance pour comprendre le schéma mutationnel des kataegis dans le cancer du sein. Malheureusement, Michael Neuberger est décédé d'un myélome - dont l'ironie n'a pas été perdue pour lui. 

### Biologie cellulaire

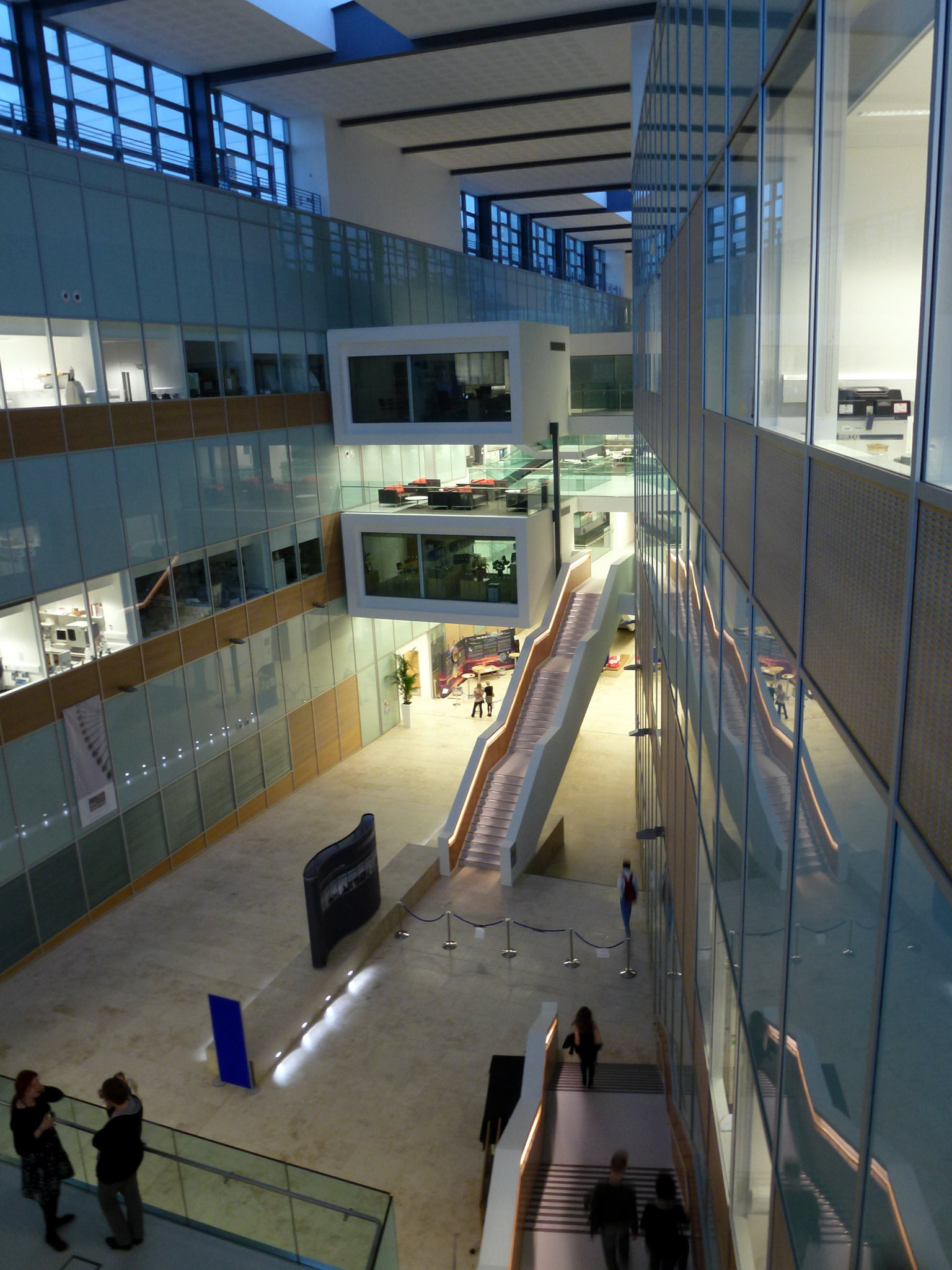
Atrium du nouveau bâtiment la nuit

L'accent mis sur la biologie moléculaire classique s'est déplacé vers la biologie cellulaire et le développement, de sorte que la division de génétique moléculaire a été renommée Biologie cellulaire. Mark Bretscher a découvert la manière topologique dont les protéines sont disposées dans la membrane érythrocytaire humaine et son asymétrie phospholipidique. Richard Henderson et Nigel Unwin ont développé la cristallographie électronique pour déterminer la structure des réseaux bidimensionnels, en l'appliquant à la protéine bactérienne violette, la bactériorhodopsine. Barbara Pearse a découvert les principaux composants des vésicules enduites de clathrine, les structures formées au cours de l'endocytose, et une structure à faible résolution du réseau en forme de cage autour d'eux a été déterminée. La façon dont les protéines sont localisées dans différentes parties de la cellule - comme le réticulum endoplasmique, l'appareil de Golgi ou la membrane plasmique - et son rôle dans la polarité cellulaire, ont été élucidées par Bretscher, Hugh Pelham  et Sean Munro. Les corps polaires du fuseau - les grandes structures des cellules de levure qui agissent comme les foyers vers lesquels les chromosomes sont déplacés pendant la mitose - ont été purifiés et une structure à basse résolution d'entre eux déduite par John Kilmartin. 
La structure des chromosomes a suscité un intérêt continu. Cela a été initié par un visiteur, Roger Kornberg, qui a découvert le premier niveau de condensation de l'ADN, le nucléosome, et continue en mettant l'accent sur la compréhension des ordres supérieurs de l'ADN pliant. 

### Neurobiologie
Une nouvelle division de neurobiologie a été créée en 1993 avec une grande variété de sujets. Unwin a développé la cristallographie électronique et résolu la structure du récepteur de l'acétylcholine, qui active de nombreux neurones. Michel Goedert a identifié des protéines variantes associées à la maladie d'Alzheimer . 

### Instrumentation
Les avancées scientifiques dépendent souvent des avancées technologiques: le LMB a été à l'avant-garde de bon nombre d'entre elles. Quelques exemples majeurs incluent le séquençage d'acide nucléique, l'ingénierie des protéines et des anticorps, la construction de nouveaux équipements à rayons X et l'invention du microscope confocal à balayage. 

## Structure administrative

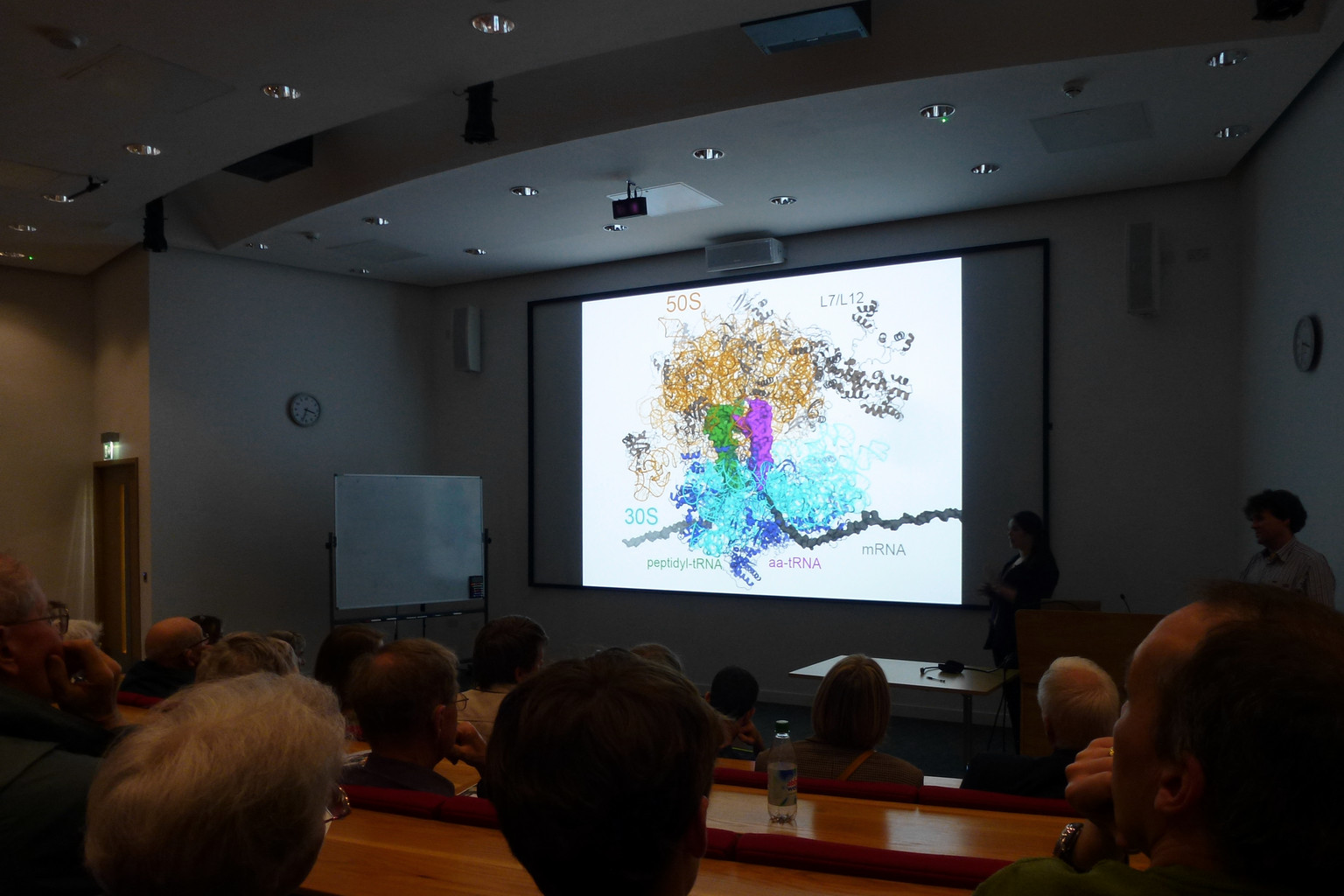
Une conférence publique au nouveau bâtiment

Le LMB a un environnement administratif délibérément simple. De l'extérieur de la LMB, la MRC mère a veillé à ce que l'évaluation quinquennale soit légère: seule une brève explication des réalisations passées et une indication des plans futurs étaient requises par le comité externe. Leurs recommandations étaient simplement consultatives, laissant aux chefs de division la liberté de gérer leurs affaires: ils étaient supposés être les meilleurs. [réf. nécessaire]
Au sein du LMB, le critère de Perutz sur la façon d'organiser les choses était que l'acte de faire de la science devrait être facilité à tous les niveaux. Le LMB avait un budget unique : il n'y avait pas de budget personnel ni d'équipement - tout était commun. Il avait un équipement de pointe et était bien financé par la MRC. [réf. nécessaire]   Les réactifs chimiques, la verrerie et autres consommables pourraient être retirés d'un seul magasin avec seulement une signature requise. La clé du bon fonctionnement du laboratoire était Michael Fuller, qui était responsable de son fonctionnement quotidien. 
Il n'y avait pas de hiérarchie manifeste; tout le monde était en prénom. La plupart des membres du laboratoire se sont réunis librement à la cantine, qui aurait aidé la communication et la collaboration entre les divisions. Aujourd'hui, le LMB compte environ 400 scientifiques, dont 130 chercheurs postdoctoraux et 90 étudiants. Le nouveau bâtiment (situé sur le campus biomédical de Cambridge ) a été ouvert en 2013  et dispose de quatre salles de séminaire nommées d'après les scientifiques du LMB: Sydney Brenner, Aaron Klug, César Milstein et Frederick Sanger, ainsi qu'un autre amphithéâtre nommé d'après la fin Max Perutz . 

## Groupes au LMB
En 2018, il y a environ cinquante chefs de groupe,. Les groupes font partie de l’une des quatre divisions de la LMB : biologie cellulaire, neurobiologie, chimie des protéines et des acides nucléiques et études structurelles. À compter de 2018, les chefs de groupe comprennent les personnes suivantes :
- Radu Aricescu
- M. Madan Babu
- David Barford
- Anne Bertolotti
- Mariann Bienz[12]
- Mark van Breugel
- John Briggs
- Simon Bullock
- Albert Cardona
- Andrew Carter
- Jason Chin
- Gerry Crossan
- Emmanuel Derivery
- Benjamin Falcon
- Paula da Fonseca
- Michel Goedert
- Julian Gough
- Ingo Greger
- Michael Hastings[13]
- Ramanujan Hegde
- Richard Henderson
- Philipp Holliger
- Leo James
- Gregory Jefferis
- Patrycja Kozik
- Wanda Kukulski
- Madeline Lancaster
- Jan Löwe[14]
- Andrew McKenzie
- Harvey McMahon[15]
- Liz Miller
- Sean Munro[16]
- Garib Murshudov
- David Neuhaus
- Kelly Nguyen
- John O'Neill
- Lori Passmore[17]
- Ketan J. Patel
- Hugh Pelham
- Venki Ramakrishnan[18]
- Felix Armin Randow
- Katja Röper
- Christopher Russo
- Julian Sale
- William Schafer
- Sjors Scheres[19]
- John Sutherland
- Chris Tate
- Rebecca Taylor
- Marco Tripodi
- Roger L. Williams
- Joseph Yeeles
- Marta Zlatic

### Émérite
Le LMB abrite également un certain nombre de scientifiques émérites, conservant un intérêt de recherche dans le laboratoire après leur retraite officielle  notamment: 
- Brad Amos
- Cyrus Chothia[20]
- Richard Anthony Crowther[21],[22]
- Philip Richard Evans[23]
- Alan Fersht
- Michael Gait
- Rob Kay
- John Kendrick-Jones
- John Kilmartin[7]
- Peter Lawrence
- Andrew Leslie[24]
- Daniela Rhodes
- Murray Stewart
- Andrew Travers
- Nigel Unwin
- Greg Winter

## Anciens
Le personnel scientifique du LMB qui a été récompensé individuellement ou a partagé des prix Nobel ,, est: 
- Frederick Sanger 1958 & 1980 (1980, avec Paul Berg et Walter Gilbert)[28]
- John Kendrew 1962 (avec Max Perutz)
- Max Perutz 1962 (avec John Kendrew)[29]
- Francis Crick 1962 (avec Maurice Wilkins et Jim Watson)[30]
- Jim Watson 1962 (avec Francis Crick et Maurice Wilkins)
- Aaron Klug 1982 [31]
- César Milstein 1984 (avec Georges Köhler et Niels Jerne)[32]
- Georges Köhler 1984 (avec César Milstein et Niels Jerne)
- John Walker 1997 (avec Paul D. Boyer et Jens Christian Skou)
- Sydney Brenner 2002 (avec Robert Horvitz et John Sulston)[33]
- Robert Horvitz 2002 (avec Sydney Brenner et John Sulston)
- John Sulston 2002 (avec Sydney Brenner et Robert Horvitz)
- Venkatraman Ramakrishnan 2009 (avec Thomas A. Steitz et Ada E. Yonath)
- Richard Henderson 2017 (avec Jacques Dubochet et Joachim Frank)
- Greg Winter 2018 (avec Frances H. Arnold et George P. Smith)

 Les visiteurs ayant reçu un prix Nobel pour le travail accompli ou initié au LMB et les anciens élèves comprennent : 
- Sid Altman 1989 (avec Thomas R. Cech)
- Richard J. Roberts 1993 (avec Phillip Allen Sharp)
- Michael Smith 1993
- Roger Kornberg 2006
- Andrew Fire 2006 (avec Craig C. Mello)
- Elizabeth Blackburn 2009 (avec Carol W. Greider et Jack W. Szostak)
- Thomas A. Steitz 2009 (avec Venkatraman Ramakrishnan et Ada E. Yonath)
- Marty Chalfie 2008 (avec Osamu Shimomura et Roger Y. Tsien)
- John Gurdon 2012 (avec Shinya Yamanaka)
- Michael Levitt 2013 (avec Martin Karplus et Arieh Warshel)
- Martin Karplus 2013 (avec Michael Levitt et Arieh Warshel)
- Arieh Warshel 2013 (avec Martin Karplus et Michael Levitt)

 Parmi les autres anciens étudiants LMB notables : 
- Jerry Adams
- David Agard
- Julie Ahringer
- Alex Bateman
- Leslie Barnett
- Andrea Brand
- Steven E. Brenner
- George Brownlee
- Suzanne Cory
- Richard M. Durbin
- Sean Eddy
- Matthew Freeman[34]
- Mark Bender Gerstein
- Toby Gibson[35]
- Brian S. Hartley
- David Ish-Horowicz
- Alan Munro
- Michael Neuberger[36]
- Barbara Pearse
- Arthur M. Lesk
- Philippa Marrack
- Judith Kimble
- Stephen C. Harrison
- Richard Harland
- Jonathan Hodgkin
- Kenneth Holmes
- Philip Ingham
- Maria Leptin
- Harvey Lodish
- Andrew McLachlan[37]
- Kiyoshi Nagai[38]
- Mary Osborn
- Richard Perham
- Nicholas Proudfoot[39]
- Terence Rabbitts
- Julian Rayner
- Akhilesh Reddy
- Michael Rossmann
- Gerald M. Rubin
- Guy Salvesen
- Obaid Siddiqi
- Magdalena Skipper[40]
- James Spudich
- Tilman Schirmer
- Joan A. Steitz
- Sarah Teichmann
- Ashok Venkitaraman
- Alan John Warren[41]
- John Graham White
- Harold M. Weintraub
- Greg Winter
- Mitsuaki Yoshida